# Aleksandr Minayev (football, 1954)
Pour les articles homonymes, voir Aleksandr Minayev.
Aleksandr Alekseyevich Minayev (en russe : Александр Алексеевич Минаев), né le 11 août 1954 à Jeleznodorojny et mort le 6 décembre 2018 à Moscou, est un footballeur soviétique, devenu par la suite entraîneur.

## Biographie

### En club
Avec le Dynamo Moscou, Aleksandr Minayev remporte un championnat d'URSS, une Coupe d'URSS et enfin une Supercoupe d'URSS.
Il participe avec cette équipe à la Coupe de l'UEFA et à la Coupe d'Europe des vainqueurs de coupe. Lors de la Coupe des coupes, il inscrit un but face au club du FC Nantes, comptant pour les quarts de finale.
Il joue un total de 301 matchs en première division soviétique, pour 31 buts inscrits.

### En équipe nationale
Aleksandr Minayev reçoit 22 sélections et inscrit 4 buts en équipe d'URSS entre 1976 et 1979.
Il joue son premier match en équipe nationale le 20 mars 1976 contre l'équipe d'Argentine et son dernier le 27 juin 1979 contre le Danemark. Le 23 juin 1976, il inscrit un doublé lors d'un match amical face à l'Autriche.
Il participe avec la sélection soviétique aux Jeux olympiques de 1976 organisés au Canada. Lors du tournoi olympique, il joue cinq matchs, remportant la médaille de bronze.
Il joue également trois matchs comptant pour les tours préliminaires du mondial 1978.

## Palmarès
Union soviétique
- Médaillé de bronze aux Jeux olympiques de 1976.

 Dynamo Moscou
- Champion d'Union soviétique au printemps 1976.
- Vainqueur de la Coupe d'Union soviétique en 1977.
- Vainqueur de la Supercoupe d'Union soviétique en 1977.